# Alice Greczyn
Alice Hannah Meiqui Greczyn, född 6 februari 1986 i Walnut Creek i Kalifornien, är en amerikansk skådespelerska och fotomodell. Hon är mest känd för sina roller i filmer som The Dukes of Hazzard, Shrooms och Sex Drive, samt för sina framträdanden i TV-serierna Lincoln Heights och The Lying Game, där hon spelade rollen som Madeline "Mads" Rybak.
Greczyn har i sin karriär som fotomodell, bland annat arbetat för Victoria Beckham och hennes denim- och glasögonkollektion.  Hon är också författare till memoarboken Wayward: A Memoir of Spiritual Warfare and Sexual Purity, där hon berättar om sin uppväxt inom konservativ evangelikal kristendom och sin resa bort från denna tro.  Hon grundade webbplatsen Dare to Doubt, som erbjuder resurser för personer som ifrågasätter eller lämnar skadliga trossystem.
Greczyn växte upp som äldst av fem syskon och tävlade i konståkning som barn. Hon blev hemskolad i Colorado och började ta collegekurser vid 15 års ålder. När hon fick veta att hon var för ung för att ta sjuksköterskeexamen i Colorado, valde hon att satsa på modellandet och flyttade till Kalifornien.

## Filmografi (i urval)

### Filmer
| År   | Titel                     | Roll           | Noter |
| ---- | ------------------------- | -------------- | ----- |
| 2004 | Sleepover – Pyjamaspartyt | Linda          |       |
| 2004 | Fat Albert                | Becky          |       |
| 2005 | The Dukes of Hazzard      | Laurie Pullman |       |
| 2007 | Shrooms                   | Holly          |       |
| 2008 | Exit Speed                | Annabel Drake  |       |
| 2008 | Sex Drive                 | Mary           |       |

### TV-serier
| År        | Titel                      | Roll                  | Noter                                                                      |
| --------- | -------------------------- | --------------------- | -------------------------------------------------------------------------- |
| 2004–2005 | Quintuplets                | Alayna Collins        | Återkommande roll; 6 avsnitt                                               |
| 2004      | Phil från framtiden        | Alice Da Luca         | Avsnittet "Neander-Phil"                                                   |
| 2006      | Windfall                   | Frankie McMahon       | Huvudroll; 13 avsnitt                                                      |
| 2007      | CSI: Miami                 | Holly Reese           | Avsnittet "Rush"                                                           |
| 2007      | Moonlight                  | Sam                   | Avsnittet "Sleeping Beauty"                                                |
| 2007–2009 | Lincoln Heights            | Sage Lund/Marika      | Huvudroll; 23 avsnitt (som Sage Lund) Avsnittet "Glass House" (som Marika) |
| 2008–2009 | Privileged                 | Mandy                 | Återkommande roll; 7 avsnitt                                               |
| 2011      | Make It or Break It        | Maeve Benson          | 3 avsnitt                                                                  |
| 2011–2013 | The Lying Game             | Madeline "Mads" Rybak | -                                                                          |
| 2015      | The Young and the Restless | Emma Randall          | Återkommande roll; 11 avsnitt                                              |
| 2017      | Major Crimes               | Vanessa Blaine        | 2 avsnitt                                                                  |